# استان بیت‌لحم
استان بیت‌لحم (به عربی: محافظة بيت لحم) یکی از استان‌های فلسطین است که در جنوب کرانه باختری قرار دارد و توسط تشکیلات خودگردان فلسطین اداره می‌شود. جمعیت استان بیت‌لحم در سال ۲۰۱۷ میلادی حدود ۱۷۶٬۵۱۵ بوده‌است. مرکز این استان، شهر بیت‌لحم می‌باشد.

## شهرداری‌ها
- بتیر
- بیت فجر
- بیت جالا
- بیت ساحور
- بیت‌لحم
- الدوها
- حوصان
- الخضر
- ناهالین
- تقوع
- الابیدیا
- Za'atara